# Miłość w czołgu
Miłość w czołgu (ros. Горячие денёчки, Goriaczije dienioczki) – radziecka komedia romantyczna z 1935 roku w reżyserii Aleksandra Zarchiego i Iosifa Chejfica. Film wyświetlany w Polsce przed II wojną światową.

## Obsada
- Nikołaj Simonow jako Miszka Biełokoń, dowódca czołgu
- Tatjana Okuniewska jako Tonia Żukowa
- Janina Żejmo jako Kika, przyjaciółka Żukowej
- Nikołaj Czerkasow jako Kolka Łoszak
- Aleksiej Gribow jako Gorbunow, dowódca batalionu czołgów
- Aleksandr Mielnikow jako czołgista
- Matwiej Pawlikow jako czołgista
- Władimir Sładkopiewcew jako Tierientij Żukow